# Georg Edvard Ramsay

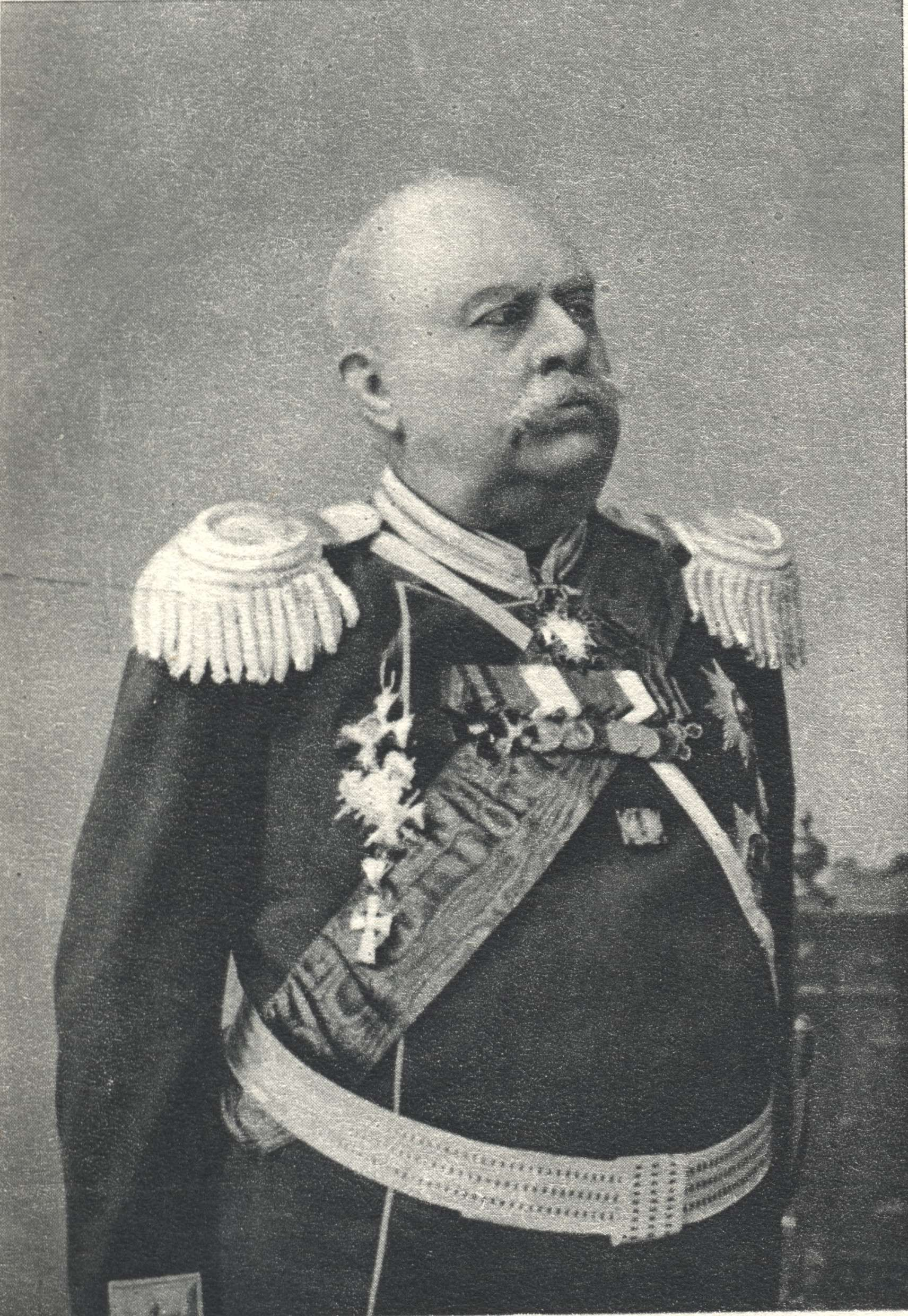
Georg Edvard Ramsay.

Georg Edvard Ramsay, född den 19 september 1834 i Viborg, död den 5 juli 1918 på sin villa Munksnäs invid Helsingfors, var en finländsk militär, son till Anders Edvard Ramsay.
Ramsay gjorde sina första lärospån i finska kadettkåren och sedermera i Nikolajevska gardesjunkarskolan i Sankt Petersburg. År 1855 befordrades han till fänrik vid Preobrazjenska gardet och blev 1861 adjutant hos generalguvernören över Finland. Han tjänstgjorde i Finland till 1870, då han utnämndes till kommendör för tredje ryska grenadjärskarpskyttebataljonen. 
År 1874 blev han kommendör för finska gardet, vilket han anförde i början av rysk-turkiska kriget 1877-78. I slaget vid Gornji Dubniak 24 oktober 1877 deltog bataljonen med stor utmärkelse. Kort därpå utnämndes Ramsay till chef för ett av Rysslands förnämsta garden, det Semenovska, och deltog i spetsen för detta i flera företag under kriget: belägringen av Plevna, drabbningen vid Pravetz, övergången av Balkan med mera. 
År 1878 generalmajor, utnämndes han 1879 till befälhavare för den finska värnpliktiga militären, om vars organisation och utbildning han inlade stor förtjänst, så att den i många avseenden kunde utgöra ett mönster för den ryska. På denna post kvarstod han, till dess finska militären (med undantag av gardet) upplöstes, 1902. Han befordrades då till general av infanteriet och erhöll avsked. I likhet med sin fader var även han högt uppskattad av monarkerna, nämligen kejsarna Alexander II och Alexander III.

## Utmärkelser
- Sankt Stanislausorden, tredje klass,  1863[1]
- Sankt Annas orden, tredje klass,  1865[1]
- Sankt Stanislausorden, andra klassen,  1867[1]
- Sankt Annas orden, andra klass,  1873[1]
- Kommendör av Dannebrogorden,  1876[1]
- Sankt Vladimirs orden, fjärde klassen,  1876[1]
- Guldsabel "för tapperhet",  1878[1]
- Sankt Stanislausorden, första klassen med svärd,  1878[1]
- Sankt Vladimirs orden, tredje klass med svärd,  1878[1]
- Sankt Annas orden, första klass,  1882[1]
- Sankt Vladimirs orden, andra klassen,  1885[1]
- Vita örnens orden,  1890[1]
- Riddare av Sankt Alexander Nevskij-orden,  1896[1]
- Kors "För korsning av Donau"[1]
- Medalj till minne av Rysk-turkiska kriget 1877–78[1]

[Redigera Wikidata]